# 沖縄県立宜野湾高等学校
沖縄県立宜野湾高等学校（おきなわけんりつ ぎのわんこうとうがっこう）は、沖縄県宜野湾市真志喜にある公立高等学校。

## 沿革
- 1981年 - 開校

## 著名な出身者
- 仲里繁（元プロボクサー、元OPBF東洋太平洋スーパーバンタム級王者）
- 親富祖弘也（元プロ野球選手）
- 我那覇和樹（サッカー選手、元日本代表)